# PER2
PER2是由人类基因per2 编码的蛋白质，与昼夜节律有关，是黑腹果蝇 Period 基因在哺乳动物基因组中的同源物。